# La maledizione della mosca
La maledizione della mosca (Curse of the Fly) è un film del 1965 diretto da Don Sharp.
Film horror fantascientifico che costituisce il seguito de La vendetta del dottor K. (1959) e il terzo capitolo della serie iniziata con L'esperimento del dottor K. (1958).
Il film è stato distribuito in italiano solo sulle reti satellitari e poi nel circuito dell'home video in DVD.

## Trama
A distanza di sei anni dal precedente capitolo, disintegrazione e reintegrazione vengono ora definiti teletrasporto (il termine non veniva mai nominato nei due precedenti film).
Ormai, dunque, ad essere teletrasportati sono soltanto gli esseri umani e i Delambre, Henri (si tratta sicuramente del fratello di Philippe, bambino all'epoca degli esperimenti del padre Andrè, ma protagonista dei fatti del seguito del 1959) e i suoi figli Martin e Albert, hanno capito che è bene condurre gli esperimenti tra un continente e l'altro e non più solo tra una stanza e l'altra del laboratorio. Ecco quindi che Henri viaggia un paio di volte andata e ritorno tra i laboratori del Québec e di Londra.
Nel frattempo Martin sposa una donna che raccoglie per strada evasa da un manicomio. Ma la legge è in agguato, i fatti del nonno e dello zio non sono stati dimenticati e i protagonisti, in fuga, faranno una brutta fine.

## Trilogia de "La Mosca"
- L'esperimento del dottor K. (The Fly, 1958) con Vincent Price
- La vendetta del dottor K. (Return of the Fly, 1959) con Vincent Price
- La maledizione della mosca (Curse of the Fly, 1965) di Don Sharp

## Remake
Altri film ispirati alla storia:
- La mosca (The Fly, 1986) di David Cronenberg con Jeff Goldblum e Geena Davis
- La mosca 2 (The Fly II, 1989) di Chris Walas con Eric Stoltz

## Critica
Il film, a giudizio del Dizionario dei film di Paolo Mereghetti, risulta valido dal punto di vista tecnico, se non proprio artistico, anche se il cupo finale in parte lo riscatta.